# Zheng Zhemin
Zheng Zhemin (chinesisch 郑哲敏, Pinyin Zhèng Zhémĭn, im englischen Sprachraum auch als Cheng Chemin bekannt; * 2. Oktober 1924 in Jinan, Provinz Shandong, China; † 25. August 2021 in Peking) war ein chinesischer Physiker, der sich auf Explosionsmechanik spezialisierte.

## Biographie
Zhengs Familie stammt aus dem Stadtbezirk Yinzhou der Stadt Ningbo in der Provinz Zhejiang. Er wurde aber in Jinan (Provinz Shandong) geboren. Er erhielt 1947 den Bachelor der Wissenschaft von der Tsinghua-Universität. Er erhielt seinen Master der Wissenschaft und promovierte am California Institute of Technology.
Zheng war von Februar 1984 bis Dezember 1989 Leiter des Instituts für Mechanik der Chinesischen Akademie der Wissenschaften und Präsident der chinesischen Maschinenbau-Gesellschaft. Zheng war auch Chefredakteur des Chinese Journal of Theoretical and Applied Mechanics.
Zheng starb am 25. August 2021 mit 96 Jahren.

## Ehrungen und Auszeichnungen
- 1980 – Akademiemitglied der Chinesischen Akademie der Wissenschaft
- 1993 – Auswärtiges Mitglied der United States National Academy of Engineering
- 1993 – Tan Kah Kee Wissenschaftspreis
- 1994 – Akademiemitglied der Chinesischen Akademie der Ingenieurwissenschaften